# Saleen S1
Saleen 1, также известный как Saleen S1 — двухместный спорткар, разработанный и выпускающийся американским автопроизводителем Saleen Automotive. Впервые автомобиль был представлен в 2017 году на автосалоне в Лос-Анджелесе. S1 является первым автомобилем, полностью разработанным компанией Saleen с тех пор, как Saleen S7 был снят с производства в 2009 году. Всего выпускается около 1500 единиц в год при стартовой цене 100000 долларов США на каждую модель.

## Технические характеристики

### Силовой агрегат
Saleen 1 оснащён запатентованным 2,5-литровым рядным четырёхцилиндровым бензиновым двигателем с турбонаддувом, разработанным компанией Saleen на базе двигателя GM LKW Ecotec3. Двигатель имеет блок цилиндров из литого алюминия с чугунными вкладышами и использует коленчатый вал из кованой стали. Диаметр цилиндра составляет 88 мм, а ход поршня — 100 мм. Двигатель развивает мощность 336 кВт (450 л. с.) и крутящий момент 475 Н⋅м. Двигатель расположен в середине задней части, установлен поперечно и приводит в движение задние колёса.

### Трансмиссия
В стандартной комплектации Saleen S1 оснащается шестиступенчатой механической трансмиссией, а опционально — автоматической трансмиссией с подрулевым переключателем.

### Подвеска
В Saleen S1 применяется подвеска на двойных поперечных рычагах на передней и задней осях автомобиля, что упрощает настройку кинематики подвески и таких свойств, как угол развала или схождение.

### Колёса
Saleen S1 оснащён легкосплавными колёсными дисками диаметром 20 дюймов. Шины Continental имеют размеры 255/30 ZR 20 спереди и 335/25 ZR 20 сзади. Тормозные суппорты и роторы имеют диаметр 15 дюймов спереди и сзади.

### Особенности интерьера
Интерьер Saleen 1 отделан в основном кожей, замшей и алькантарой. Другие удобства включают радио Sirius, Apple CarPlay и звуковую систему с шестью динамиками.

## Производительность
Производитель заявляет, что максимальная скорость Saleen 1 составляет 180 миль в час (290 км/ч). Заявленное время разгона автомобиля составило 3,5 секунды до 97 км/ч и 11,3 секунды до четверти мили. Такое время разгона достигается за счёт отношения мощности к весу, равного 0,17 л. с./фунт (0,28 кВт/кг). Saleen 1 также способен развивать боковое ускорение 1,2 м/с2 в повороте.

## Гонки

### Saleen Cup
Кубок Saleen Cup был запущен в партнёрстве с SRO Motorsports Group в 2019 году для демонстрации возможностей S1. Модифицированная версия Saleen 1, получившая название Saleen Cup, является эксклюзивным автомобилем, участвующим в гонках серии. Кубковый автомобиль отличается гоночной аэродинамикой, стандартным оборудованием FIA для обеспечения безопасности и гладкими гоночными шинами. Серия Saleen Cup состоит из восьми гонок на четырех трассах по всей территории США:
| Дата             | Трасса                         | Локация                  | Победитель              |
| ---------------- | ------------------------------ | ------------------------ | ----------------------- |
| 12—14.07.2019    | Portland International Raceway | Портленд, Орегон         | Брэндон Дэвис Пол Терри |
| 30.08—01.09 2019 | Watkins Glen International     | Уоткинс-Глен, Нью-Йорк   | T.B.D.                  |
| 20—22.09 2019    | Road America                   | Озеро Элкхарт, Висконсин | T.B.D.                  |
| 18—20.10.2019    | Las Vegas Motor Speedway       | Лас-Вегас, Невада        | T.B.D.                  |

В 2020 году кубок Saleen Cup был отменён за выходные до запланированного открытия.

### GT4
К 2020 году Saleen 1 Cup был адаптирован для участия в гонках GT4. План включает в себя создание заводской гоночной команды, по крайней мере, с одним водителем, выбранным из числа победителей летнего кубка Saleen Cup 2019 года.